# Newton Fellowes (4e comte de Portsmouth)
Pour les articles homonymes, voir Fellowes.
Newton Fellowes (26 juin 1772 – 9 janvier 1854) est un homme politique anglais. Il est député d' Andover de 1802 à 1820 et (avec son beau-frère Hugh Fortescue (2e comte Fortescue)) député de North Devon de 1832 à 1837.

## Biographie
Newton Fellowes est né Newton Wallop, le troisième fils de John Wallop (2e comte de Portsmouth) et Urania Fellowes .
Il fait ses études au Trinity College de Cambridge et obtient sa maîtrise en 1792 .
En 1794, il hérite des domaines de son oncle Henry Arthur Fellowes à Eggesford dans le Devon, prenant le nom et les armes de Fellowes . Il quitte le Parlement en 1837. Il accède brièvement à la pairie en tant que comte de Portsmouth à la mort de son frère en 1853. Il a joué un rôle déterminant dans la construction de la route entre Exeter et Barnstaple, puis a promu le chemin de fer dans le North Devon .

## Mariages et descendance
Il s'est marié deux fois: 
- Tout d'abord à Frances Sherard, décédée en 1819, avec laquelle il a deux fils et trois filles[1]: 
  - Henry Arthur Wallop Fellowes (1799-1847), député d'Andover, qui est décédé avant son père.
  - Newton John Alexander Fellowes (1801-1801), décédé jeune.
  - Henrietta Caroline Fellowes (1798-1880), qui en 1826 épouse Joseph Chichester Nagle (1792-1880)
- En secondes noces, en 1820 à Lady Catharine Fortescue (1787-20 mai 1854), une fille de Hugh Fortescue (1er comte Fortescue) (1753–1841), et a un fils et trois filles:  
  - Isaac Newton Wallop (5e comte de Portsmouth) (1825–1891)
  - Catherine Henrietta Fellowes (1821–1900), épouse Seymour Phillips Allen (décédée en 1861) en 1843
  - Hester Urania Wallop (décédée en 1887), épouse Ralph Merrick Leeke (1813-1882) en 1847
  - Camilla Eleanor Wallop (décédée en août 1920), mariée à Dudley Fortescue en 1852